# Alberto Bovo
Alberto Bovo (Padova, 15 luglio 1954) è un architetto e designer italiano.

## Biografia
La sua attività di progettista indipendente inizia subito dopo la laurea in architettura presso l’università IUAV di Venezia nel 1980, quando apre a Venezia uno studio di grafica con l’architetto Sandro Manente, che diventerà il socio e partner professionale di tutte le successive iniziative imprenditoriali.

## Attività professionale
Con lui fonda nel 1981 Hangar Design Group, agenzia creativa che si occupa di comunicazione integrata, design, retail e strategie di marca, di cui Alberto Bovo diventa Presidente e Direttore Creativo, sovrintendendone l’attività creativa e imprimendo un chiaro segno stilistico.
Il nuovo assetto societario sancisce un salto di scala nell’attività professionale, che si consolida nell’ambito dei servizi creativi di supporto alla comunicazione di aziende quali Nordica, la Rinascente, Gruppo Coin, Perugina.
Negli anni Ottanta l’attività professionale dello studio si sviluppa velocemente di pari passo alla rapida crescita economica del territorio del Nord Est Italia; la clientela è composta soprattutto da medie imprese locali, che si vanno imponendo nel panorama internazionale a seguito dell’affermazione dei tanti distretti produttivi della regione.

Parallelamente, Alberto Bovo si dedica fin da giovanissimo alla didattica e all’insegnamento come docente di Storia dell’Arte ed Educazione Visiva presso il Liceo classico e l’Istituto sperimentale “Astori” di Mogliano Veneto, incarico che svolgerà dal 1980 al 2000.

L’impegno in ambito culturale lo porta a ricoprire numerosi incarichi pubblici: dal 1984 al 1990 è direttore artistico dell’attività del Centro Culturale Astori di Mogliano Veneto (TV), nel 1988 è tra i fondatori del Premio Letterario “Giuseppe Berto” di cui ricopre il ruolo di presidente di Giuria nel corso della sua prima edizione.
 
Dagli anni Novanta cura numerosi interventi di interior design e di grafica per aziende, enti privati e istituzioni culturali come ad esempio l’immagine coordinata della Peggy Guggenheim Collection di Venezia, aderendo dal 1992 al progetto Intrapresae Collezione Guggenheim, il primo e più significativo esempio di corporate membership di un museo italiano.

Dal 1994 al 2008 dà vita al progetto editoriale Hangar Edizioni collaborando con artisti, architetti e designer come Alessandro Mendini, Milton Glaser, Gabriele Basilico, Bob Noorda, Álvaro Siza, Fabrizio Plessi, Tobia Scarpa, Karim Rashid, Philip Rylands, Maurizio Pellegrin, Gianni Riotta, Paolo del Giudice, Massimo Scolari, Toni Benetton e Maurizio Galimberti. Negli anni Duemila, dopo aver lasciato definitivamente la docenza, esercita un ruolo chiave nello sviluppo di Hangar Design Group, contribuendo in modo decisivo all’ampliamento della dimensione internazionale dell’azienda, attraverso lo sviluppo di sedi a New York (2001) e Shanghai (2005), e al conseguimento di numerosi premi tra cui il Compasso d’Oro, vinto nel 2011. 
Le collaborazioni dello studio si moltiplicano mentre Alberto Bovo, insieme al socio fondatore Sandro Manente ne cura e dirige i progetti di comunicazione e di design per aziende come Mondadori, Ferrarelle, Armani Casa, Gruppo Generali, Galleria Campari, Marsilio, Electa. Le incursioni nel campo della moda includono progetti di case private e negozi e collaborazioni con marchi come Diesel, Levi’s, La Perla, Geox, Gruppo Marzotto, Lotto, Mikimoto.
Ha tenuto lectio magistralis sul design e la comunicazione in diversi istituti universitari italiani e stranieri. Dal 2017 è consigliere della Good Design Association di Taiwan, che riunisce oltre 80 aziende asiatiche votate al design, vincitrici di premi e riconoscimenti internazionali, e che organizza ogni anno il Taiwan Young Designers’ Award (YODA).

## Pubblicazioni
- Tra design e delirio Archiviato il 18 settembre 2018 in Internet Archive., a cura di Alberto Bovo e Greta Ruffino, Lupetti Editori, 2007